# Rhabdomastix wilsoniana
Rhabdomastix wilsoniana är en tvåvingeart som beskrevs av Alexander 1934. Rhabdomastix wilsoniana ingår i släktet Rhabdomastix och familjen småharkrankar. Inga underarter finns listade i Catalogue of Life.